# Псалом 13
Псалом 13 (у масоретській нумерації — 14) — тринадцятий псалом Книги псалмів. Авторство псалому традиційно приписується Давидові, він є пророцтвом щодо руйнування Першого храму. Включаючи невеликі відмінності, псалом практично ідентичний до змісту псалому 52. Цей псалом або псалом 52 цитуються у Посланні до Римлян (Рим. 3:10–12). Германн Ґункель датує псалом часам вавилонського полону.
Багато авторів написали коментарі до цього псалому, наприклад, Іларій Піктавійський, Аврелій Августин, Тома Аквінський та Жан Кальвін.

## Текст
| Вірш | Гебрейська мова                                                        | Давньогрецька мова (Септуаґінта) | Латинська мова (Вульгата) | Українська мова (Переклад Хоменка)                                                                                                 |
| ---- | ---------------------------------------------------------------------- | --- | --- | --- |
| 1    | לַמְנַצֵּחַ, לְדָוִד:אָמַר נָבָל בְּלִבּוֹ, אֵין אֱלֹהִים;הִשְׁחִיתוּ, הִתְעִיבוּ עֲלִילָה-- אֵין עֹשֵׂה-טוֹב | [Au chef des chantres. De David.] Εἰς τὸ τέλος· ψαλμὸς τῷ Δαυιδ. Εἶπεν ἄφρων ἐν καρδίᾳ αὐτοῦ Οὐκ ἔστιν θεός· διέφθειραν καὶ ἐβδελύχθησαν ἐν ἐπιτηδεύμασιν, οὐκ ἔστιν ποιῶν χρηστότητα, οὐκ ἔστιν ἕως ἑνός. | [In finem Psalmus David.] Dixit insipiens in corde suo non est Deus corrupti sunt et abominabiles facti sunt in studiis suis ; non est qui faciat bonum non est usque ad unum; | Провідникові хору. Давида. Каже безумний у своїм серці: «Немає Бога!» Зіпсувалися, мерзоту коять; нема нікого, хто добро чинив би. |
| 2    | יְהוָה-- מִשָּׁמַיִם, הִשְׁקִיף עַל-בְּנֵי-אָדָם:לִרְאוֹת, הֲיֵשׁ מַשְׂכִּיל-- דֹּרֵשׁ, אֶת-אֱלֹהִים        | κύριος ἐκ τοῦ οὐρανοῦ διέκυψεν ἐπὶ τοὺς υἱοὺς τῶν ἀνθρώπων τοῦ ἰδεῖν εἰ ἔστιν συνίων ἢ ἐκζητῶν τὸν θεόν.                                                                                                   | Dominus de caelo prospexit super filios hominum ut videat si est intellegens aut ; requirens Deum                                                                              | Господь із неба споглядає на синів людських, щоб подивитись, чи є розумний, що шукає Бога.                                         |
| 3    | הַכֹּל סָר, יַחְדָּו נֶאֱלָחוּ: אֵין עֹשֵׂה-טוֹב--אֵין, גַּם-אֶחָד                           | πάντες ἐξέκλιναν, ἅμα ἠχρεώθησαν, οὐκ ἔστιν ποιῶν χρηστότητα, οὐκ ἔστιν ἕως ἑνός. | Omnes declinaverunt simul inutiles facti sunt non est qui faciat bonum non est usque ad unum                                                                                   | Всі відвернулися загалом і зледащіли; нема нікого, хто добро чинив би, нема ані одного.                                            |
| 4    | הֲלֹא יָדְעוּ, כָּל-פֹּעֲלֵי-אָוֶן: אֹכְלֵי עַמִּי, אָכְלוּ לֶחֶם; יְהוָה, לֹא קָרָאוּ               | οὐχὶ γνώσονται πάντες οἱ ἐργαζόμενοι τὴν ἀνομίαν; οἱ κατεσθίοντες τὸν λαόν μου βρώσει ἄρτου τὸν κύριον οὐκ ἐπεκαλέσαντο.                                                                                   | Nonne cognoscent omnes qui operantur iniquitatem qui devorant plebem meam sicut escam panis                                                                                    | Невже не схаменуться всі ті лиходії, що поїдають мій народ, наче б то хліб їли? Вони Господа не призивають,                        |
| 5    | שָׁם, פָּחֲדוּ פָחַד: כִּי-אֱלֹהִים, בְּדוֹר צַדִּיק                                      | ἐκεῖ ἐδειλίασαν φόβῳ, οὗ οὐκ ἦν φόβος, ὅτι ὁ θεὸς ἐν γενεᾷ δικαίᾳ. | Dominum non invocaverunt illic trepidaverunt timore ubi non erat timor; | тим і дрижатимуть від страху, бо Бог — із родом справедливих.                                                                      |
| 6    | עֲצַת-עָנִי תָבִישׁוּ: כִּי יְהוָה מַחְסֵהוּ                                           | βουλὴν πτωχοῦ κατῃσχύνατε, ὅτι κύριος ἐλπὶς αὐτοῦ ἐστιν. | Quoniam Deus in generatione iusta consilium inopis confudistis quoniam Dominus spes eius est                                                                                   | Над замислом убогого ви хочете сміятись, проте Господь — його притулок.                                                            |
| 7    | מִי יִתֵּן מִצִּיּוֹן, יְשׁוּעַת יִשְׂרָאֵל:בְּשׁוּב יְהוָה, שְׁבוּת עַמּוֹ; יָגֵל יַעֲקֹב, יִשְׂמַח יִשְׂרָאֵל    | τίς δώσει ἐκ Σιων τὸ σωτήριον τοῦ Ισραηλ; ἐν τῷ ἐπιστρέψαι κύριον τὴν αἰχμαλωσίαν τοῦ λαοῦ αὐτοῦ ἀγαλλιάσθω Ιακωβ καὶ εὐφρανθήτω Ισραηλ.                                                                   | Quis dabit ex Sion salutare Israhel cum averterit Dominus captivitatem plebis suae exultabit Iacob et laetabitur Israhel                                                       | Коли б то вже прийшло з Сіону Ізраїля спасіння! Коли Господь поверне долю свого люду, зрадіє Яків, утішиться Ізраїль!              |